# Artur Pikk
Artur Pikk (Tartu, 1993. március 5. –) észt válogatott labdarúgó, az Odra Opole játékosa.

## Pályafutása

### Klubcsapatokban
Pikk az észt Levadia Tallinn csapatában 2009 és 2015 között több mint száz bajnoki mérkőzésen lépett pályára, kétszer nyert bajnokságot és egyszer-egyszer kupát és szuperkupát. 2016. február 23-án hároméves szerződést írt alá a fehérorosz bajnok BATE Boriszovval. 2016 és 2017 között a BATE csapatával kétszer lett fehérorosz bajnok. 2017. augusztus 30-án közös megegyezéssel szerződést bontott a BATE Boriszovval.
2017. október 17-én 2018 májusáig szóló szerződést írt alá a Ružomberok csapatával.
2018. július 11-én kétéves szerződést kötött a Miedź Legnicával.
2021 januárjában aláírt a Diósgyőri VTK csapatához.

### A válogatottban
Többszörös észt utánpótlás válogatott, az U19-es csapat tagjaként részt vett a hazai rendezésű 2012-es U19-es labdarúgó-Európa-bajnokságon. A felnőtt válogatottban 2014-ben, Tádzsikisztán ellen debütált. 2014. október 12-én, az Anglia elleni 2016-os Eb-selejtező mérkőzésen lett először a kezdőcsapatba nevezve a felnőtt válogatottban, miközben kötelező katonai szolgálatát teljesítette az Észt Védelmi Erőknél. A mérkőzést Anglia nyerte 1–0-ra. 2015. november 11-én szerezte első gólját a válogatottban, a Grúzia ellen 3–0-ra megnyert hazai barátságos mérkőzésen.

#### Góljai az észt válogatottban
| #  | Dátum              | Ellenfél | Eredmény | Kiírás              | Esemény |
| -- | ------------------ | -------- | -------- | ------------------- | ------- |
| 1. | 2015. november 11. | Grúzia   | 3 – 0    | barátságos mérkőzés | 65' 66' |

## Sikerei, díjai

### Klubcsapatokban
Levadia Tallinn
- Észt bajnok: 2013, 2014
- Észt kupagyőztes: 2013–14
- Észt szuperkupa-győztes: 2013

 BATE Bariszav
- Fehérorosz bajnok: 2016, 2017
- Fehérorosz szuperkupa-győztes: 2016

 RFS
- Lett bajnok: 2021
- Lett kupagyőztes: 2021

### A válogatottban
Észtország
- Balti Kupa-győztes: 2020,[13] 2024[14]

#### Közösségi platformok
- Artur Pikk az Instagramon

#### Egyéb weboldalak
- Artur Pikk adatlapja a National Football Teams oldalán (angolul)
- Artur Pikk adatlapja a Transfermarkt oldalán (angolul)
- Artur Pikk adatlapja a Soccerway oldalon (angolul)
- Artur Pikk az UEFA adatbázisában (angolul)
- Artur Pikk adatlapja az Észt labdarúgó-szövetség oldalán (észtül)
- Artur Pikk válogatott profilja az Észt labdarúgó-szövetség oldalán (észtül)
- Artur Pikk adatlapja a Nikeliga.sk oldalán (szlovákul)
- Artur Pikk adatlapja a Magyar Labdarúgó-szövetség oldalán
- Artur Pikk adatlapja az Odra Opole oldalán (lengyelül)